# Kabinett Stoiber II
Das Kabinett Stoiber II bildete vom 27. Oktober 1994 bis zum 6. Oktober 1998 die Staatsregierung  des Freistaates Bayern.
| Amt oder Ressort                                                               | Amtsinhaber(in)                                                        | Partei | Partei | Staatssekretär(in)                                                                                | Partei | Partei |
| ------------------------------------------------------------------------------ | ---------------------------------------------------------------------- | ------ | ------ | ------------------------------------------------------------------------------------------------- | ------ | ------ |
| Ministerpräsident                                                              | Edmund Stoiber                                                         |        | CSU    |                                                                                                   |        |        |
| Staatsminister und Leiter der Staatskanzlei                                    | Herbert Huber bis 15.11.1995 Kurt Faltlhauser ab 15.11.1995            |        | CSU    |                                                                                                   |        |        |
| Inneres                                                                        | Günther Beckstein                                                      |        | CSU    | Hermann Regensburger Allgemeine Verwaltung Alfred Sauter Staatsbauverwaltung / Oberste Baubehörde |        | CSU    |
| Justiz                                                                         | Herrmann Leeb                                                          |        | CSU    | Bernd Kränzle                                                                                     |        | CSU    |
| Unterricht, Kultus, Wissenschaft und Kunst Stellvertretender Ministerpräsident | Hans Zehetmair                                                         |        | CSU    | Monika Hohlmeier Unterricht und Kultus Rudolf Klinger Wissenschaft und Kunst                      |        | CSU    |
| Finanzen                                                                       | Georg Freiherr von Waldenfels bis 15.11.1995 Erwin Huber ab 15.11.1995 |        | CSU    | Alfons Zeller                                                                                     |        | CSU    |
| Wirtschaft und Verkehr                                                         | Otto Wiesheu                                                           |        | CSU    | Hans Spitzner                                                                                     |        | CSU    |
| Ernährung, Landwirtschaft und Forsten                                          | Reinhold Bocklet                                                       |        | CSU    | Marianne Deml                                                                                     |        | CSU    |
| Arbeit und Sozialordnung, Familie, Frauen und Gesundheit                       | Barbara Stamm                                                          |        | CSU    | Gerhard Merkl                                                                                     |        | CSU    |
| Bundes- und Europaangelegenheiten                                              | Ursula Männle                                                          |        | CSU    |                                                                                                   |        |        |
| Landesentwicklung und Umweltfragen                                             | Thomas Goppel                                                          |        | CSU    | Herbert Huber bis 15.11.1995 Willi Müller ab 15.11.1995                                           |        | CSU    |